# 马全节
马全节（891年—945年），字大雅，魏郡元城（今河北大名东）人，五代十国后唐、后晋时武将。

## 生平
马全节少年参军，后唐同光末年，为捉生指挥使。赵在礼据魏州时，马全节为邺都马步军都指挥使。后唐明宗即位，授马全节检校司空，历任博（今山东聊城）、单（今山东单县）二州刺史。天成三年（928年），赐马全节竭忠建策兴复功臣，移为郢州刺史。长兴初年，加马全节检校司徒，在郢州有政绩声誉，授河西节度使。
当时明宗命石敬瑭伐后蜀，师至岐山，马全节赴任到岐山报到，石敬瑭以山水险远，奏请还师，移马全节为沂州（今山东临沂）刺史。清泰初年，为金州（今陕西安康）防御使。后蜀军攻金州城，州兵才千人，兵马都监陈知隐害怕，以有事为由出城，领三百人顺流而逃，后唐军士气低落。马全节以家财给予士卒，士卒以死拒敌。后蜀军退，朝廷嘉马全节之功，诏马全节赴京，将议赏赐。当时，刘延朗为枢密副使，索要厚贿，马全节没有贿赂，刘延朗拟定将马全节派到绛州，马全节不高兴。皇子河南尹李重美，闻奏皇帝。清泰帝李从珂召马全节说：“沧州乏帅，欲命卿制置。”第二天，授马全节横海军（驻沧州）两使留后。
后晋高祖石敬瑭即位，加马全节检校太保，正授旌节。天福五年（940年），授马全节检校太傅，移镇安州（今湖北安陆）。当时李金全据安州叛乱，马全节将兵讨平，以功加检校太尉，改昭义军节度、泽潞辽沁等州观察处置等使。六年（941年）秋，移镇邢州，加同中书门下平章事。安重荣叛乱时，朝廷授马全节镇州（今河北正定）行营副招讨兼排阵使，马全节于宋城大败安重荣。镇州平，加马全节开府仪同三司，充义武军节度、易定祁等州观察处置、北平军等使。
当时契丹入侵，加之蝗旱之灾，国家有所征发，马全节朝受命而夕行，治生余财，必充贡奉。开运元年（944年）秋，皇帝石重贵授邺都留守、检校太师、兼侍中、广晋尹（广晋府就是魏州、邺都）、幽州道行营马步军都虞候，又加授天雄军北面行营副招讨使，阳城之战，出力甚多。全节在邺都，以元城为故乡，穿白衣至县庭谒拜，县令沈遘回避不敢当礼。马全节说：“父母之乡，自合致敬，勿让之也。”州里以他为荣。二年（945年），授顺国军节度使，未赴镇，去世，享年五十五。赠中书令，谥忠武。

## 延伸阅读
[在维基数据编辑]
 《舊五代史·卷90》，出自薛居正《舊五代史》
 《新五代史/卷47》，出自歐陽修《新五代史》